# 호아빈 문화
호아빈 문화(Hoabinhian, 베트남어: Văn hóa Hòa Bình)는 석기시대 유적을 통해 추적되는 선사시대 동남아시아의 고고학적 문화이다. 추정 시기는 대략 기원전 1만 년으로 거슬러 올라가나 여전히 그 시기 등에 관하여 불확실한 점이 많다. 박선 문화(Bacsonian)가 그 후기 변종으로 추정된다.
프랑스인 고고학자 마들렌 콜라니(Madeleine Colani)가 1927년 베트남 북부의 호아빈 성에서 발굴된 9개의 유물에 관한 글을 출판하였고, 이를 바탕으로 1932년 극동 선사학자 초대 회의에서 호아빈 문화의 정의가 결정되었다. 이후 Matthews (1964)는 호아빈 유물의 모양과 크기가 연속적으로 분포함을 지적하였고, Gorman (1970)이 추가 연구를 통해 더 명확한 분류를 제시하였다. 1994년 하노이에서 열린 고고학자 대회에서는 호아빈 문화의 개념을 유지하면서도 이것이 문화보다는 기술 복합체(industry)에 가깝다고 주장되었다.
최근의 유전학적 조사에서, 호아빈 문화에서 발굴된 유골(호아빈인)에서 추출된 고대 DNA 샘플을 연구한 결과 오늘날의 주요 동아시아 혈통과 연관이 있으나 분기가 깊은 것으로 나타났다. 현대 인구와 비교할 때 오늘날의 동남아시아 네그리토 원주민(말레이반도의 오랑 아슬리 등) 및 안다만 제도 원주민(옹게족, 자라와족)과 유사성이 높은 것으로 추정되었다. 또한 연구에 따르면 현대 동남아시아 본토의 혈통은 중국 남부에서 온 동아시아계 혈통과 연관되어 있으나 호아빈인 혈통과도 혼합된 것을 알 수 있으며, 이 혼합된 혈통의 확산은 오스트로아시아어족 화자 집단과 높게 연관되어 있다.